# Moustache (chien)
Pour les articles homonymes, voir Moustache (homonymie).
Moustache, parfois surnommé Mous, né, vraisemblablement, en septembre 1799 et mort au siège de Badajoz le 11 mars 1811, en Espagne, était un chien soldat, français, qui accompagna le 40e régiment d'infanterie, pendant dix ans, durant les guerres révolutionnaires et de l'Empire.

## Histoire
Moustache était un barbet qui serait né dans une ferme à Falaise, en septembre 1799, et qui aurait été cédé à l'âge de 6 mois, à un épicier de Caen. Égaré dans les rues de cette ville, il fut attiré par la musique militaire de la compagnie d’élite de grenadiers de la 40e demi-brigade de deuxième formation, qui y était alors en garnison, qui l’adopta et lui donna le nom de Moustache, en raison de ses poils longs et broussailleux, et devient leur mascotte. Les soldats l’entraînent à rapporter des objets éloignés, à se tenir debout, à monter la garde, et il participe avec les hommes à toutes les manœuvres. Il sait même faire un semblant de salut militaire en portant la patte à son oreille, s’habitue au bruit du tambour et des armes et montait la garde pendant la nuit ; aucun bruit inhabituel ne lui échappait.
En 1800, il suit la demi-brigade qui est affectée à l’armée d’Italie, et appelée à participer à  la campagne d'Italie, et franchit, en mai, les Alpes au col du Grand-Saint-Bernard et, après avoir traversé le Val d’Aoste arrive à Alexandrie où le régiment prend son cantonnement. Le 13 juin, alors que Moustache faisait sa ronde autour du campement, il huma une odeur inhabituelle et croyant entendre le pas de voleurs lança des aboiements féroces qui éveillèrent le camp. C’étaient des Autrichiens qui, venant de la vallée du Balbo, avaient dépassé, furtivement, les grand-gardes françaises et commençaient à s’infiltrer dans le camp. Alertés par ses aboiements, les Français obligèrent l’ennemi à battre en retraite après une furieuse mêlée. Durant le combat, Moustache reçut un coup de baïonnette à la cuisse. À la suite de cet événement, le colonel François Marie Guillaume Legendre d'Harvesse le fit inscrire sur le cadre du régiment, ordonna qu’il reçoive, tous les jours, la portion de grenadier. On le tondit, on lui mit autour du cou un collier qui portait le nom de son régiment, le perruquier de la troupe fut chargé de le peigner et de le coiffer une fois par semaine et un chirurgien du régiment soigna sa blessure.
Quelque peu boiteux, Moustache se distingua lors de la bataille de Marengo : au cours de la bataille, il a toujours aboyé face aux forces autrichiennes et n'a été dissuadé de les attaquer que par leurs baïonnettes fixes. Toutefois le barbet fut confronté à un combat frontal face à un dogue allemand autrichien qui cherchait à attaquer le porte-drapeau du régiment, qu’il accompagnait. Moustache lui sauta à la gorge et se battit avec lui pendant un certain temps avant qu'un coup de fusil vînt terminer l’affaire ; le dogue fut tué et Moustache eut l’oreille droite emportée jusqu’à la racine. Il se serait de nouveau distingué lors des batailles de Pozzolo à Mozzembano.
La paix revenue, la 40e demi-brigade de deuxième formation est envoyée prendre ses quartiers à Brest, dans le département du Finistère, puis en 1803 au camp de Saint-Omer dans le département du Pas-de-Calais et devient le 40e régiment d'infanterie de ligne. Le 2 septembre 1805, le 40e régiment de ligne commence son mouvement vers l’Autriche et franchit le Rhin le 30 septembre toujours suivi par Moustache.
Le 2 décembre, lors de la bataille d'Austerlitz, l’unité est rattachée à la 2e brigade de la 3e division d'infanterie du 5e corps d'armée du général Jean Lannes qui a pour mission de défendre la route d'Olmütz et de couper l’aile droite des troupes austro-russes. Dans le fort de la mêlée durant une charge à la baïonnette des 34e et 40 RI, il aperçut le porte-étendard de son régiment aux prises avec un détachement d’ennemis. Il vola à son secours, aboya, encouragea son maître et fit ce qu’il put pour effrayer les Autrichiens. Mais ses efforts furent inutiles. Le porte-étendard blessé à mort tomba après avoir mis hors de combat 3 ennemis. Mais il en restait 6 autres qui voulurent s’emparer du drapeau. Moustache qui s’était jeté sur le corps de son camarade défendait sa bannière quand une décharge de mitraille balaya l’ennemi. Moustache y perdit une patte. Malgré sa blessure, il prend alors la hampe du drapeau dans la gueule et tirant de toutes ses forces, parvient à dégager les lambeaux sanglants de la bannière et le ramène vers les lignes françaises. À la suite de cette belle action, le général Lannes ordonna qu’on lui mette au cou un ruban rouge avec une petite médaille de cuivre, chargée de cette inscription : 
Sur la première face : « Perdit une jambe à la bataille d’Austerlitz, et sauva le drapeau de son régiment ».
Sur l’autre face : « Moustache, chien français : qu’il soit partout respecté et chéri comme un brave ».
Devenu célèbre, il fut présenté à l'Empereur.
Il fallut cependant l’amputer mais il continua de suivre l'armée. On le retrouve à la bataille d'Iéna en 1806, à la bataille de Friedland puis dans le 5e corps d’occupation en Silésie, en 1807, qu’il quitte en 1808 pour l’Espagne. Après avoir passé Bayonne et Irun, le régiment arrive, fin décembre 1808, devant Saragosse puis combat à Ocaña en novembre 1809. Lors de la bataille de la Sierra-Morena, il ramena le cheval d’un dragon qui venait d’être tué. 
En 1810, Moustache devient chien vétéran de la Grande Armée. Le 26 janvier 1811, son régiment arrive à Badajoz pour assiéger la ville. Le 11 mars 1811, âgé de 12 ans, Moustache est tué par un boulet espagnol alors que la forteresse tombe au pouvoir des Français après une forte résistance. Moustache est enterré sur le champ de bataille avec sa médaille et son ruban. Une pierre lui servit de mausolée sur laquelle on grava ses mots : « Ici repose le brave Moustache ».
En 1814, sur ordre de l’inquisition espagnole, la tombe fut détruite et les os du chien brûlés.
Le 11 mars 2006, un hommage a été rendu et une plaque a été posée au cimetière des chiens d’Asnières-sur-Seine par les Amis du Patrimoine Napoléonien.